# Нейронний машинний переклад Google
Нейронний машинний переклад Google (GNMT) — це система нейронного машинного перекладу (NMT), розроблена компанією Google і представлена в листопаді 2016 року, яка використовує штучну нейронну мережу для підвищення швидкості і якості перекладу в Google Перекладачі.
GNMT підвищує якість перекладу, застосовуючи метод машинного перекладу що базується на прикладах (EBMT), у якому система «навчається на мільйонах прикладів». Архітектура системного навчання GNMT була вперше випробувана на більш ніж ста мовах, що підтримуються Google Перекладачем. Завдяки потужній внутрішній структурі система з часом вчиться створювати якісніші й природніші переклади. GNMT здатна перекладати речення в цілому, а не частинами. GNMT здатна виконувати інтерлінгвальний машинний переклад, кодуючи семантику речення замість того, щоб запам'ятовувати переклади окремих фраз.

## Історія
Проєкт Google Brain був створений у 2011 році в «секретній дослідницькій лабораторії Google X» Джеффом Діном, співробітником Google, Грегом Коррадо, дослідником із Google, та Ендрю Ином, професором комп'ютерних наук Стенфордського університету. Робота Ина лягла в основу одного з найбільших технологічних проривів у Google і Стенфорді.
У вересні 2016 року дослідницька група Google оголосила про розробку системи перекладу GNMT, і до листопада Google Перекладач почав використовувати нейронний машинний переклад (NMT) замість колишніх статистичних методів (SMT), які використовувалися з жовтня 2007 року всередині власної закритої SMT-системи.
Система NMT всередині Google Перекладача використовує велику штучну нейронну мережу, придатну для глибокого навчання. Вивчаючи мільйони прикладів, GNMT покращує якість перекладу, використовуючи ширший контекст для виведення найякіснішого перекладу. Потім результат перебудовується й пристосовується для відповідності граматиці людської мови.
GNMT не створила свою внутрішню універсальну мову, а скоріше прагнула знайти спільне між багатьма мовами, що має бути цікаво більше для психологів і лінгвістів, ніж для фахівців у галузі інформатики. Новий механізм перекладу був включений в обидві сторони для дев'яти мов: англійської, іспанської, китайської, корейської, німецької, португальської, турецької, французької та японської у 2016 році. У березні 2017 року були додані ще три мови: в'єтнамська, російська та хінді. У тому ж місяці за допомогою спільноти Google Перекладача була додана підтримка арабської мови та івриту. Далі наприкінці квітня 2017 року було додано підтримку дев'яти індійських мов, а саме: бенгалі, гуджараті, каннада, малаялам, маратхі, пенджабі, тамільської, телугу та гінді.

## Мови, що підтримуються GNMT
Нижче наведено список мовних пар, у яких для перекладу використовується модель нейронного машинного перекладу Google (NMT). Станом на липень 2017 року для всіх мов підтримується тільки переклад на англійську мову і назад:
| Мовна пара | Коди мов                            |            |
| ---------- | ----------------------------------- | ---------- |
| 1          | Африкаанс ↔ Англійська              | af ↔ en    |
| 2          | Арабська ↔ Англійська               | ar ↔ en    |
| 3          | Болгарська ↔ Англійська             | bg ↔ en    |
| 4          | Китайська (спрощена) ↔ Англійська   | zh-CN ↔ en |
| 5          | Китайська (традиційна) ↔ Англійська | zh-TW ↔ en |
| 6          | Хорватська ↔ Англійська             | hr ↔ en    |
| 7          | Чеська ↔ Англійська                 | cs ↔ en    |
| 8          | Данська ↔ Англійська                | da ↔ en    |
| 9          | Голландська ↔ Англійська            | nl ↔ en    |
| 10         | Французька ↔ Англійська             | fr ↔ en    |
| 11         | Німецька ↔ Англійська               | de ↔ en    |
| 12         | Грецька ↔ Англійська                | el ↔ en    |
| 13         | Іврит ↔ Англійська                  | iw ↔ en    |
| 14         | Хінді ↔ Англійська                  | hi ↔ en    |
| 15         | Ісландська ↔ Англійська             | is ↔ en    |
| 16         | Індонезійська ↔ Англійська          | id ↔ en    |
| 17         | Італійська ↔ Англійська             | it ↔ en    |
| 18         | Японська ↔ Англійська               | ja ↔ en    |
| 19         | Корейська ↔ Англійська              | ko ↔ en    |
| 20         | Норвезька ↔ Англійська              | no ↔ en    |
| 21         | Польська ↔ Англійська               | pl ↔ en    |
| 22         | Португальська ↔ Англійська          | pt ↔ en    |
| 23         | Румунська ↔ Англійська              | ro ↔ en    |
| 24         | Російська ↔ Англійська              | ru ↔ en    |
| 25         | Словацька ↔ Англійська              | sk ↔ en    |
| 26         | Іспанська ↔ Англійська              | es ↔ en    |
| 27         | Шведська ↔ Англійська               | sv ↔ en    |
| 28         | Тайська ↔ Англійська                | th ↔ en    |
| 29         | Турецька ↔ Англійська               | tr ↔ en    |
| 30         | В'єтнамська ↔ Англійська            | vi ↔ en    |

## Прямий переклад
Стверджується, що система GNMT краще попереднього варіанту Google Перекладача тим, що вона може виконувати «прямий переклад», тобто перекладати з однієї мови на іншу безпосередньо (наприклад, з японської на корейську). Раніше Google Перекладач спочатку перекладав з початкової мови на англійську, а потім з англійської на кінцеву мову замість прямого перекладу з однієї мови на іншу.